# Gianni Greco
Gianni Greco, noto anche con lo pseudonimo di "G" (Firenze, 18 marzo 1943), è un musicista, conduttore radiofonico e scrittore italiano.

## Biografia
Noto anche per essere stato il primo al mondo a creare una posta elettronica con la sigla Gmail (quattro anni prima di Google), nel periodo del fiorire dei complessi musicali Greco formò a Firenze il suo primo gruppo nel 1962, chiamandolo “Gli Dei”, un quintetto di cui era il leader, cantante e chitarrista. Il repertorio si rifaceva alla recente eredità degli anni cinquanta, a cui i Beatles stavano già ispirandosi, anche se in Italia non lo si sapeva ancora. Nel 1963 il quintetto diventò un quartetto e assunse il nome di “The Wonders”, sempre guidato da Greco, e l'influenza beat cominciò a farsi sentire. L'esperienza dovette interrompersi a causa del servizio militare (1964/'65), durante il quale Greco si unì a un complesso di commilitoni provenienti da formazioni musicali diverse di tutta Italia, che si chiamò “I Senzanome”, tenendo concerti per le Forze Armate. Altro gruppo in cui militò fu quello de “I Milords”, attivo soprattutto nei night-club, cosa che nel 1966 lo portò a interrompere per incompatibilità ambientale il proprio arco musicale quinquennale nei complessi. Solo nel 1980 Greco avrebbe ripreso pubblicamente la chitarra in mano come cantautore e autore di canzoni, affiancando per altri cinque anni questa attività a quella, poi preponderante, di direttore e conduttore radiofonico.

### Dalla radio al piccolo schermo
Iniziò a lavorare in radio nel 1977. Fu direttore artistico di Radio Tele Arno (1977-1979), Radio Sei (1979-1980), Radio Valentina (1981-1982), Radio Blu (1982-1983).
Nel 1983 lasciò la direzione artistica per condurre in prima persona con lo pseudonimo di "G" Ganzamente insieme, un contenitore di quattro ore giornaliere su Radio Blu, in onda dalle 12 alle 16 dal lunedì al sabato (1983-2007).
Dopo aver condotto già il programma televisivo Spogliala tu su Telemondo nel 2003, Greco - a seguito di un allontanamento inspiegabile dalla Radio da parte della nuova proprietà - passò definitivamente alla televisione nell'ottobre del 2007 conducendo il programma quotidiano Ciao "G"! su due emittenti regionali toscane: TVR Teleitalia e Toscana TV.. All'inizio della stagione 2009/'10 dovette chiudere il programma Mister "G" si vergogni! a causa di una censura del Comitato Ministeriale per l'Autoregolamentazione Radiotelevisiva. Continuò l'attività televisiva con il programma Poesia contro tutti.. Condusse poi Tele "G" su Videofirenze.TV.
Sulle televisioni nazionali il "G" ha realizzato due servizi per Striscia la notizia (2005 e 2006), comparendo anche in programmi televisivi come Forum e Chiambretti Night. 
Ha effettuato, negli anni, innumerevoli serate, proponendo i pezzi migliori dei suoi programmi.
La maggiore fonte di informazione sul "G" è il sito/archivio Museo del "G", ricchissimo di documenti inerenti alla sua vita e carriera.

## IlSondazzo
Il Sondazzο (nei primi anni chiamato Abboccano!) è stato il suo programma radiofonico di maggior successo. Due volte vincitore del premio "Pegaso" e basato su scherzi telefonici andò in onda dal 1983 al 2007 in radio e dal 2007 al 2010 in televisione.
Dal 1990 "G" portò il Sondazzo nei suoi spettacoli, inventando una nuova forma di intrattenimento: atroci telefonate in pubblico basate su numeri forniti dagli spettatori. "G" non ha mai chiamato scherzi le sue telefonate, ma "provocazioni telefoniche", e fu lui nel 1995 l'inventore del termine "provocautore", in seguito ripreso da Vasco Rossi: il suo primo libro, del 1995, riporta in copertina la seguente titolazione: Il Sondazzo - Provocazioni telefoniche agli italiani - Con spruzzi biografici del provocautore.

Dal 1º febbraio 2016 Il Sondazzo è stato trasmesso per alcune settimane all'interno de La Zanzara, programma di punta di Radio 24 condotto da Giuseppe Cruciani e David Parenzo.
Nella stagione 2024/2025 "G" ha un suo programma basato sui personaggi del Sondazzo trasmesso da Radio Firenze Viola, insieme ad Alberto Di Chiara e Costantino Nicoletti. Il titolo, mutuato dal suo storico programma di Radio Blu, è Ganzamente in viola. "G", anche nella versione visual, appare solo in voce come disturbatore e perverso manipolatore dei due conduttori.

### Altri programmi radiofonici
Negli anni, il "G" si è continuamente rinnovato, creando programmi e format radiofonici spesso imitati da altri. Oltre al Puzzo di stampa, lettura quotidiana del giornale in modo estemporaneo, prima striscia satirica giornaliera italiana (1984), si segnalano il G sms Virtuality Show, primo reality radiofonico italiano (il "G" fu tra i primi a cogliere l'importanza degli SMS come nuovo modo comunicativo e a utilizzarli per interagire con gli ascoltatori). Altri programmi di denuncia e divulgazione, basati su conoscenze specifiche, sono stati il G contro tutti, Chiamo io o chiami tu?, Il Signor Rompi e Ufficio Reclami, spazi di chiamate in diretta, su segnalazione dei cittadini, alle Amministrazioni pubbliche locali, e i momenti dedicati all'ufologia (Sono tra noi), ai fumetti (Fumo negli occhi), al mistero (Impossibile), all'approfondimento sociologico (Ciao Teen, Confessioni, Le opinioni di Nonna Pop), alla riflessione (Dieci minuti per riflettere). Un enorme successo ebbero Noi ci siamo, programma sulle "voci dall'aldilà" e Autoscrittura, sulla scrittura automatica.
Nel 2024, in seguito all'eco non ancora sopita dei suoi programmi, Gianni Greco viene invitato più volte a partecipare al podcast del quotidiano La Nazione Lo dice La Nazione.

## Composizione di canzoni
Nel 1981 compose per la sua collega di radio Stella Monello la canzone Tu mi vai, ripresa in Francia dal cantante Valério, che la incise per la RCA col titolo Petit bijou. In spagnolo s'intitolò Titi de Paris e fu presentata fuori concorso nel 1983 al Festival di Viña del Mar, il Festival di Sanremo cileno. Una canzone di Renato Zero uscita nel 1986, Pizza & rock and roll, inserita nell'Album Soggetti Smarriti, ne ricalca l'attacco del ritornello.
Il "G", col nome di Gianni Greco, nel 1981 pubblicò come cantautore il 45 giri Tommi (lato A) – Donna più donna (lato B), prodotto da Gianfranco Reverberi, con cui scrisse anche altre canzoni, tra le quali Ciao, come stai?, Lei, lei e Tu violenza, che con il testo adattato in spagnolo da Domenico Politanò, divenne la sigla della telenovela argentina Tengo calle.
Nel 1984 all'Ambrogino d'oro di Milano fu autore de L'elefante gay, canzone cult molto discussa per l'argomento omosessualità inserito in una manifestazione canora infantile. Infatti è stata la prima ed è rimasta l'unica nel suo genere. In seguito la canzone fu riproposta da Platinette nel disco Pride compilation del 2005. Durante l'estate del 2023 nella versione originale di Erika Mannelli L'elefante gay è diventato un tormentone social dopo quasi 40 anni dalla sua uscita.
Nel 2020 è uscito un album contenente alcune delle sigle musicali delle varie stagioni del suo programma radiofonico, vere e proprie canzoni che venivano cantate da "G" in diretta all'inizio di ogni puntata.
Nel 2021 è uscito il secondo album delle sue sigle musicali radio-televisive. Nel 2022 è la volta di un terzo album contenente 15 provini acustici inediti dei primi Anni '80 sotto il titolo di "Musica perduta". Nel 2024, in seguito alla sua partecipazione al programma Ganzamente in viola su Radio Firenze Viola Greco compone un inno per la Fiorentina intitolato Violallora.

## Opere letterarie
1. Il Sondazzo: Provocazioni telefoniche agli Italiani: Con spruzzi biografici del provocautore, Lucca, Francesconi Editore, 1995.
2. Cazzate galattiche (Il Sondazzo 2) : Con ulteriori provocazioni telefoniche e spruzzi biografici del provocautore, Lucca, Francesconi Editore, 1996.
3. Le avventure di Aria & "G": Il clone inverso, graphic novel, Titivillus Editore, 2004.
4. Io sono il Mostro: 33 Schegge di Pazzia, Pisa, Felici Editore, 2006.
5. Strade scomparse di Firenze (Lamberto Salucco), presentazione, Edida, 2013.
6. A me Miss Marple mi fa una sega, eBook, Edida, 2014.
7. Ho già caricato l'ape (du' cami e tre purmi), eBook, Edida, 2014.
8. Alloraaaaa!!!, eBook, Edida, 2014.
9. C'è un cadavere in bibrotèha, eBook, Edida, 2014.
10. Io sono I' Grezzo e puzzo di lezzo,  eBook, Edida, 2014.
11. Trappola per tope, eBook, Edida, 2014.
12. La Banda del Sondazzo, Firenze, PSEditore, 2014.
13. Angiolone che bestemmiò in Vaticano, eBook, Edida, 2015.
14. Fatti e fattacci al tempo di Firenze capitale (1865-1870) (Alessandro Ferrini, Salvina Pizzuoli), presentazione, Edida, 2016.
15. Antonio che asfaltò Renzi, eBook, Edida, 2016.
16. Firenze inedita, Sesto Fiorentino, Apice Libri, 2017.
17. Paolina Pezzaglia, attrice prodigio fuori dalle righe, Giornale Pop, 2018.
18. Quel copione di Collodi (Pinocchio non fu il primo naso), Giornale Pop, 2018.
19. L'imprevedibile successo di "Santa Cosplayer", Giornale Pop, 2018.
20. Tra Nilla Pizzi e i Beatles: la grande semina del Rock, Giornale Pop, 2018.
21. Indecifrabili o fantastici, alla ricerca dei graffiti perduti, Giornale Pop. 2019.
22. Dischi Volanti, la grande invasione... mancata, Giornale Pop, 2019.
23. I fumettisti sono generosi nel regalare disegni, Giornale Pop, 2019.
24. Walter Rossi, la poesia della natura e degli oggetti, Giornale Pop, 2019.
25. Gli stereotipi che non vorremmo più vedere nei film, Giornale Pop, 2019.
26. 35 anni fa L'Elefante Gay, la canzone per bambini sull'omosessualità, Giornale Pop, 2019.
27. Dalla terra dei Sioux un Pinocchio unico al mondo, Giornale Pop, 2020.
28. Il coro degli assenti (Walter Rossi), contributo critico, Milano, Again Communication, 2021.
29. Su il sipario si muore - Gli strabilianti casi di Paolina Ventiquattrore, investigattrice, Viterbo, Scatole Parlanti, 2023.
30. Giù nel profondo buio - Gli strabilianti casi di Paolina Ventiquattrore, investigattrice, Viterbo, Scatole Parlanti, 2024.

## L'Archivio Pezzaglia-Greco
Nel 2007 Greco ha creato l'archivio storico di sua nonna Paola Pezzaglia, attrice di teatro e di cinema muto, che grazie alle instancabili ricerche del nipote si è tanto arricchito da ottenere nel 2013 il riconoscimento ufficiale di "Archivio di interesse storico particolarmente importante" da parte dello Stato Italiano (Ministero dei Beni e delle Attività Culturali). Greco è stato nominato curatore e conservatore del prezioso Archivio Pezzaglia-Greco.